# Козий остров (Окленд)
Козий остров (англ. Goat Island) известен также как Те Хавере-а-Маки (англ. Te Hāwere-a-Maki) — крошечный остров (площадью примерно 1 гектар) в Новой Зеландии.
Расположен у побережья Северного острова, к северу от Окленда, к северо-востоку от Уоркуэрта и непосредственно к западу от Малого Барьерного острова. Козий остров находится внутри Морского заповедника Кейп Родни-Окакари Пойнт, первого в Новой Зеландии морского заповедника (основан в 1975 году и открыт в 1977 году). Ежегодно заповедник посещают более 300 000 любителей подводного плавания.
Остров духовно значим для местного племени маори, Нгати Манухири, потому что вака (каноэ) их предков, Моэ Карака, по преданию причалили неподалеку.
На Козьем острове имеется исследовательский центр Оклендского университета, известный как Морская лаборатория Ли, возглавляемая профессором Джоном Монтгомери. Планируется, что она станет основой при создании нового центра морских наук Южно-Тихоокеанского Университета. Премьер-министр Хелен Кларк начала национальную и международную кампанию по сбору средств для этого центра в Ли 21 июня 2008 года.
Козий остров и его окрестности обеспечивают среду обитания для эндемичного вида жуков Hyphalus wisei.